# Alexandre da Bélgica
Príncipe Alexandre da Bélgica (18 de julho de 1942 - 29 de novembro de 2009), foi um membro da família real belga, filho de Leopoldo III da Bélgica e de sua segunda esposa Lilian Baels .